# Skrave Sogn
Skrave Sogn ist eine Kirchspielsgemeinde (dän.: Sogn)  im südlichen Dänemark. Bis 1970 gehörte sie zur Harde Frøs Herred im damaligen Haderslev Amt, danach zur Rødding Kommune im Sønderjyllands Amt, die im Zuge der  Kommunalreform zum 1. Januar 2007 in der „neuen“  Vejen Kommune in der Region Syddanmark aufgegangen ist.
Im Kirchspiel leben 489 Einwohner (Stand:1. Januar 2023). Im Kirchspiel liegt die Kirche „Skrave Kirke“.
Nachbargemeinden sind im Norden Malt Sogn, im Nordosten Vejen Sogn, im Osten Skodborg Sogn, im Südosten Jels Sogn, im Süden Rødding Sogn, im Südwesten Hjerting Sogn, im Westen Lintrup Sogn und im Nordwesten Folding Sogn.